# ساشه

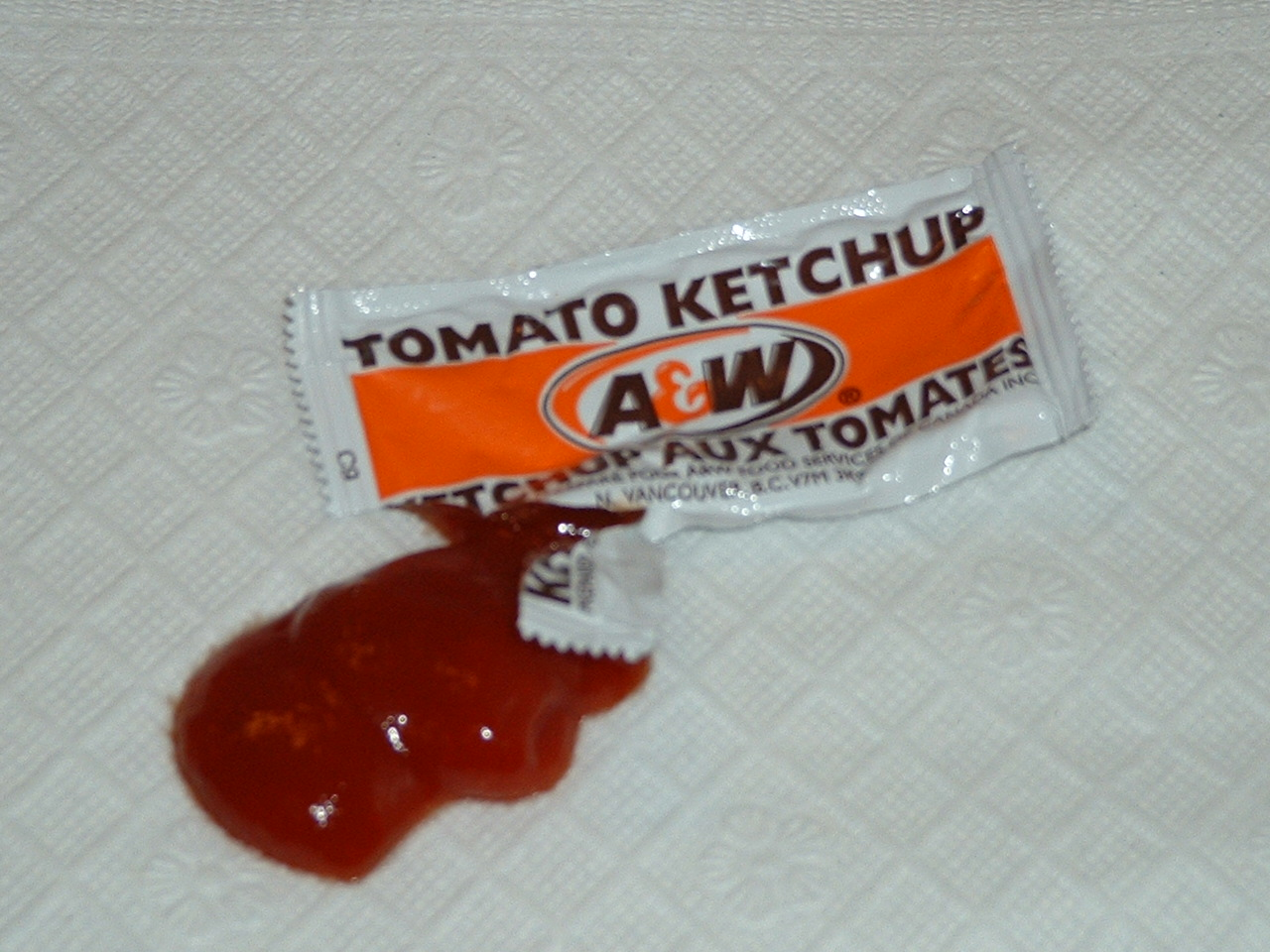
یک ساشهٔ سس کچاپ

ساشه  (به فرانسوی: sachet) یا تکینه  کیسهٔ کوچک یک‌بارمصرفی است که معمولاً حاوی مواد مصرفی مانند سس، پودر، شامپو، دارو، و غیره است. ساشه در صنایع غذایی، بهداشتی، دارویی و مانند آن‌ها کاربرد دارد.